# Остров Росса (Шпицберген)
Остров Росса (норв. Rossøya) — остров, расположенный в Баренцевом море. Является составной частью Группы семи островов, расположенной в архипелаге Шпицберген, к северу от Северо-восточной Земли.

## География
Расстояние от острова Росса до Северного Полюса — 1024,3 км, до Лонгйира — около 350 км, до Северо-Восточной Земли — около 50 км.
Остров Росса находится на северо-западе от Малого Столового острова. Северная точка острова Росса, имеющая координаты 80° 49′ 44.41″с. ш., является самой северной точкой Шпицбергена, и всей Норвегии в целом. Некоторые источники описывают остров Росса, как самую северную точку Европы, но это верно лишь в том случае, если считать Землю Франца-Иосифа частью Азии, так как Мыс Флигели на острове Рудольфа имеет более северную широту: 81° 48′ 24″ с. ш.
Доступность острова для кораблей затруднена из-за ледового покрова океана, однако течение Гольфстрим оказывает на остров более сильное влияние чем на остальные части Шпицбергена, расположенные юго-восточнее.
Остров немного покрыт зеленью по причине произрастания Cochlearia groenlandica, которая растет благодаря натуральным удобрениям в птичьих экскрементах. Наиболее распространенные птицы на острове — люрики, так же встречаются атлантические тупики и толстоклювые кайры. Птицы прилетают в апреле-мае и проводят здесь лето. Единственное млекопитающее, встречающееся на острове — белый медведь. Его можно встретить в зимнее время, когда медведи могут приходить на остров по льду.
Остров является составной частью Северо-восточного природного заповедника Шпицбергена начиная с 1 января 1973 года.

## История
Остров назван в честь Сэра Джеймса Кларка Росса (1800—1862), известного английского военного моряка, исследователя полярных районов, члена Королевского общества, который в 1827 году в экспедиции под руководством У. Э. Парри совершил попытку достичь Северный Полюс. Достигнув Группу Семи островов и Остров Росса, экспедиция была вынуждена прекратить своё продвижение и вернуться назад, после того как была зажата во льдах. Однако, экспедиция установила новый рекорд продвижения на север для своего времени. Возможно, все острова, относящиеся к Группе Семи островов, были открыты еще в 1618 году китобойными суднами, однако, первый раз острова были отмечены на карте в 1663 году Хендриком Донкером. Позже они были найдены такими картографами как Питер Гус, Корнелис Жиль и Отгер Реп.